# القرية (رواية أناند)
القرية هي رواية بقلم ملك راج أناند نُشرت لأول مرة عام 1939، كان هذا الكتاب هو الأول من ثلاثية تضمنت "عبر المياه السوداء" و "السيف والمنجل". تدور أحداث الكتاب حول الهيكل السياسي للهند، وتحديدًا الحكم البريطاني وحركة الاستقلال. حول لالو سينغ، وهو فلاح في البنجاب، تتعارض تصرفاته الغريبة مع الأعراف الاجتماعية أثناء وجوده في القرية، ثم التحاقه اللاحق بالجيش ومشاكله في الجيش، والتي بلغت ذروتها بعودته إلى القرية.